# Хамід Естілі
Хамід Естілі (перс. حميد استيلی, нар. 1 квітня 1967, Тегеран) — іранський футболіст, що грав на позиції півзахисника. По завершенні ігрової кар'єри — тренер.
Виступав, зокрема, за клуб «Персеполіс», а також національну збірну Ірану, у складі якої був учасником чемпіонату світу 1998 року і трьох розіграшів Кубка Азії.

## Клубна кар'єра
У дорослому футболі дебютував 1989 року виступами за команду клубу «ПАС Тегеран», в якій провів три сезони. 
Згодом провів один сезон у «Персеполісі», після чого перейшов до «Бахмана», гравцем якого був до 1998 року. За цей період також встиг пограта на умовах оренди в Кувейті за «Аль-Кадісія» і в Сінгапурі за «Гейланг Юнайтед».
1998 року повернувся до клубу «Персеполіс», за який відіграв ще шість сезонів. Завершив професійну кар'єру футболіста виступами за цю команду у 2004 році.

## Виступи за збірну
1990 року дебютував в офіційних матчах у складі національної збірної Ірану.
Був у заявці збірної для участі у Кубку Азії 1992 року, проте протягом турніру лишався невикористаною заміною. А вже за два роки, на Кубку Азії 1996 року в ОАЕ, на якому команда здобула бронзові нагороди, був гравцем основного складу і виходив на поле в усіх шести її іграх на турнірі. 
Також у статусі гравця «основи» поїхав зі збірною на чемпіонат світу 1998 року у Франції, де взяв участь у всіх трьох іграх групового етапу, який іранцям подолати не вдалося, та став автором одного з голів у переможному (2:1) матчі проти збірної США. 
Останнім великим турніром Естілі у збірній був Кубок Азії 2000 року, де він відіграв у двох матчах групового етапу та програному в додатковий час чвертьфіналі проти південнокрейців. На цій континентальній першості відзначився «дублем» у ворота Лівану.
Загалом протягом кар'єри у національній команді, яка тривала 11 років, провів у формі головної команди країни 82 матчі, забивши 12 голів.

## Кар'єра тренера
Розпочав тренерську кар'єру відразу ж по завершенні кар'єри гравця, 2004 року, увійшовши як асистент головного тренера до тренерського штабу клубу «Персеполіс». Працював на цій позиції з невиликою перервою до 2008.
2009 року отримав запрошення спробувати сили у самостійній тренерській роботі і очолив тренерський штаб клубу «Стіл Азін». За рік очолив «Шахін», а ще за рік — «Персеполіс», команду якого очолював лише частину 2011 року.
2014 повернувся до тренерської роботи на найвищому національному рівні, ставши головним тренером клубу «Рах Ахан». А наступний сезон 2015/16 відпрацював вже з «Малаваном».

## Титули і досягнення
- Бронзовий призер Кубка Азії: 1996
- Переможець Азійських ігор: 1998